# قرار مجلس الأمن التابع للأمم المتحدة رقم 1932
قرار مجلس الأمن التابع للأمم المتحدة رقم 1932، الذي تم تبنيه بالإجماع في 29 يونيو 2010، بعد التذكير بالقرارات 955 (1995)، 1165 (1998)، 1329 (2000)، 1411 (2002)، 1431 (2002)، 1717 (2006)، 1824 ( 2008) و1855 (2008) و1878 (2008) و1901 (2009) بشأن رواندا، أشار المجلس أنه لا يمكن تحقيق هدف 2010 لإنجاز المحاكمات في المحكمة الجنائية الدولية لرواندا، وبالتالي مدد فترة عمل 16 قاضيا في المحكمة.

## القرار

### أعمال
بموجب الفصل السابع من ميثاق الأمم المتحدة، أكد المجلس من جديد ضرورة محاكمة أولئك الذين وجهت إليهم المحكمة الجنائية الدولية لرواندا لوائح اتهام ودعا إلى التعاون الكامل من جميع الدول، ولا سيما دول منطقة البحيرات الكبرى الأفريقية، فيما يتعلق بمحاكمة فيليسيان كابوغا وأوغستين بيزيمانا وبروتايس مبيرانيا. كما أقر بضرورة تزويد المحكمة بما يكفي من الموظفين.
تم تمديد فترات عمل القضاة الدائمين التالية أسماؤهم حتى 31 ديسمبر 2012 أو حتى الانتهاء من قضاياهم:
- محمد غوني (تركيا)
- أندريسيا فاز (السنغال)

تم تمديد فترات عمل القضاة الدائمين التالية أسماؤهم حتى 31 ديسمبر 2011 أو حتى الانتهاء من قضاياهم:
- تشارلز مايكل دينيس بايرون (سانت كيتس ونيفيس)
- خالدة رشيد خان (باكستان)
- أرليت راماروسون (مدغشقر)
- ويليام سيكولي (تنزانيا)
- بختيار توزموخاميدوف (روسيا)

تم تمديد فترات عمل القضاة المخصصين التالية أسماؤهم حتى 31 ديسمبر 2011 أو حتى الانتهاء من قضاياهم:
- أيدين سيفا أكاي (تركيا)
- فلورنس ريتا آري (الكاميرون).
- سولومي بالونغي بوسا (أوغندا)
- فاجن جونسن (الدنمارك)
- جبيرداو غوستاف كام (بوركينا فاسو)
- لي غاكوجيا موثوغا (كينيا)
- سيون كي بارك (كوريا الجنوبية)
- مباراني مامي ريتشارد راجونسون (مدغشقر)
- إميل فرانسيس شورت (غانا)

وأخيرا، تم تعديل النظام الأساسي للمحكمة فيما يتعلق بانتخاب وتعيين القضاة المخصصين.